# Eubothrium fragile
Eubothrium fragile is een lintworm (Platyhelminthes; Cestoda). De worm is tweeslachtig. De soort leeft als parasiet in andere dieren.
Het geslacht Eubothrium, waarin de lintworm wordt geplaatst, wordt tot de familie Triaenophoridae gerekend. De wetenschappelijke naam van de soort werd voor het eerst geldig gepubliceerd in 1802 door Rudolphi.